# ツチン
ツチン（英: Tutin）は、ニュージーランドのツツ（ドクウツギ属(Coriaria)のうちの数種）に見られる植物由来の毒物である。

## 解説
日本国内ではドクウツギに含まれることが知られる。グリシン受容体の強力なアンタゴニストとして作用し、強力なけいれん作用がある毒物であるが、一方でグリシン受容体の科学研究に使用される重要な化合物である。また、ツチンを含む有毒な蜂蜜による中毒が知られている。Scolypopa australisは一般的にトケイソウの樹液を吸う昆虫で、ツツの樹液を吸ったScolypopa australisはツチンを含む甘露を分泌する。その甘露をミツバチが採取することで有毒な蜂蜜が作られる。これはまれな出来事だが、ツツの茂みにいるScolypopa australisから甘露を採取しているミツバチの巣箱から、蜂蜜を直接食べた場合には中毒が発生する可能性が有る。

## 歴史
ツチンは、19 世紀後半に蜂蜜の汚染物質として発見された。宣教師が1839年にセイヨウミツバチ (Apis mellifera) をニュージーランドに導入したが、数十年後、地元の蜂蜜を食べた人々は嘔吐、頭痛、混乱などの症状に悩まされるようになった。この時点で神経毒として研究が始まり、1900 年代初頭にはその毒性作用が完全に特定された。この毒素はツツという植物に由来することは知られていた。しかし、ツツの蜜にも花粉にもツチンは含まれておらず、ミツバチが摂取する経路は不明であった。最終的に、Scolypopa australisがツツの若い芽から樹液を吸い、ツチンを含む甘露を分泌することが判明し、ミツバチが補助的な食料源として甘露を採取する事により、蜂蜜が汚染される事が明らかになった。しかし、原因が明らかになった後も中毒は定期的に発生しており、2008年にはツチンが混入した自家製蜂蜜が原因で重篤な症状が発症し、家族が入院することになった。

## 構造と化学的性質
ツチンは、ピクロトキシン系のpolyoxygenantedされた多環式セスキテルペンである。ツチンは化学的および薬理学的に主にピクロトキシニンとコリアミルチンに類似した一連の化合物の 1 つとして研究されている。Conroyはピクロトキシニンの構造を提案し、これは X線結晶構造解析によって確認され、立体配置も決定されている。 Karyone と Okuda は、ピクトロトキシニンの構造と化学分解の研究に基づいてツチンの構造を提案している。ツチンの絶対配置は、化学的および光学的な手法と組み合わせたX線結晶構造解析によって確認された。ツチンは、2 つのエポキシド環と 1 つのラクトンを含む非常に緊張した骨格を持ち、さまざまな転位を受けやすい。ツチンはアセトンに易溶だが、クロロホルムには中程度、二硫化炭素やベンゼンには不溶である。ツチンは強烈な苦味があり、ツチンの飽和水溶液数滴に強硫酸を加えると、血のように赤い色になる。

## 自然界からの単離
ツチンは1901年、イースターフィールドとアストンによって初めて分離され、ニュージーランドのツツ (マオリ語で「ツトゥ」または「トイトイ」) に存在するけいれん性の毒であると特定された。イースターフィールドとアストンは、1.5キログラムの種子と、1月の開花時にダニーデンで採取し、自然乾燥させたCoriaria thymifolia（根なし）11キログラムを使用した。種子は粉砕し、二硫化炭素によって脱脂した。乾燥したCoriaria thymifoliaをもみがらカッターに通し、水で煮た後、混合物を大量のエタノールで処理した。エタノールによって無機塩、エラグ酸、および大量の黒色物質が沈殿した。蒸留後、残渣をジエチルエーテルで抽出した。結晶は水から数回再結晶化され、その結果、特徴的な針状の物質が分離された。最終生成物には、204–205 °C (399–401 °F)で融解する無色の結晶として、ツチンが単離された。

## (+)-ツチンの化学的合成
1968 年、若松らは立体制御による (+)-ツチンの全合成を詳細に報告した。 (+)-ツチンは 9 段階の反応プロセスで合成され、まず、シリル化により(-)-ブロモアルコールを保護する。このステップの後、コーリー条件によって臭化アリル部分のアリルアルコールへの変換が達成される。つぎに、ヒドロキシル部分が C-2 に導入され、分子内反応の位置選択的および立体選択的反応は、C-14ヒドロキシル官能基の使用によるもので、目的の環状エーテルが得られる。その後、エーテル結合が切断されて、臭化アリルが得られた。続いて、THF中のフッ化テトラ-n-ブチルアンモニウムを使用してシリル保護基を除去した。アリル臭化物部分での分子内 SN2 反応により、エポキシオレフィンが形成されました。次に、エポキシオレフィンを 3 段階でビスエポキシドに変換する。最初にアルカリ加水分解してアルコールを生成し、次にエステル化して2,2,2-トリクロロエチルカーボネートを形成し、最後のエポキシ化を行う。その後、ビスエポキシドを酸化ルテニウム(VII)で酸化して、2,2,2-トリクロロエトキシカルボニル α-ブロモツチンを得る。最後に亜鉛と塩化アンモニウムによる還元によって (+)-ツチンが合成される。

## 化学反応
第二級アルコール 2-OH のアシル化、およびツチンの 2-OH と C6-OH の両方での二重アセチル化が報告されている。ニュージーランドの有毒な蜂蜜から、 2-(β-D-グルコピラノシル)-ツチンおよび2-[6'-(α-D-グルコピラノシル)-β-D-グルコピラノシル]-ツチンの ツチン結合体の 2 つの主要な構造が見つかっている。2-(β-D-グルコピラノシル)-ツチンの化学合成は、ツチンと活性化糖供与体との間のβ-O-グリコシル化反応を介して合成される。アノマー β 立体選択性を備えた複合グリコシドの合成については、O-グリコシル化の複数の方法が公開されている。

## 反応機構
GABA (γ-アミノ酪酸) は、哺乳類の中枢神経系における主要な抑制性神経伝達物質であるが、ツチンは GABA 受容体のアンタゴニストとして働く。これらの受容体を阻害することにより、この神経伝達物質の鎮静作用が弱まり、神経系が集中的に刺激される。広範なデータに基づいて、ツチンはアロステリック効果による非競合的アンタゴニストであると判断されている。
GABA 受容体阻害とは別に、in-vitro研究では、ツチンが脊髄のニューロンのグリシン受容体に対して阻害効果があることも示されており、これらの受容体は、GABA 受容体と同等の阻害機能を持つと考えられている。
また、同様の毒素の研究により、それらが他のリガンド依存性イオンチャネルのブロッカーであることが示されている事から、ツチンは他のイオンチャネルに対して拮抗特性も持つ可能性があると考えられている。

## 代謝
利用可能なツチンの吸収、分布、代謝および排出に関する実験動物研究は少ない。 Fitchett と Malcolmが 1909年に、McNaughton と Goodwinが 2008年に行った研究によると、経口摂取後の精製ツチンが吸収されると同時に、神経毒の臨床症状が急速に現れることが報告されており、マウスでは 15 分以内に、イヌでは約 1 時間後であった。非致死量を投与された動物は急速な回復を示し、迅速に排出される事が示唆された。逆に、蜂蜜に含まれるツチンの摂取後の毒性の発症時間は非常にばらつきがあり、 2008年に確認された11例の発症時間の中央値は7.5時間で、発症時間は摂取後30分から17時間の範囲であった。

## 生物学的影響
ツチンは哺乳類と昆虫の両方に有毒であり、有用な殺鼠剤になるかどうかが検討されている。ラットでは、55 mg/kg の投与で 1 時間以内に致死効果があったが、より特異的な毒素を使用することが推奨されている。
ツチンは人間にも有毒であり、ツチン中毒の副作用には、頭痛、吐き気、嘔吐、めまい、発作などがある。正確な用量は不明であるが、ツチンを摂取したことにより、無力化、入院、さらには死亡した人もいる。 6人の男性に体重1 kg当たり1.8 μgのツチンを投与する研究が行われているが、参加したボランティアは効果をほとんど感じなかったが、に異常が観察された。ツチン濃度のピークは摂取後 1 時間で観察され、2 番目のより大きく長いピークは摂取から約 15 時間後に観察された。この現象の理由はまだ解明されていない。
ツチンの生物学的影響は、他のピクロトキシン、セスキテルペン (ピクトキシニンやコリアミルチン) のものとほぼ同一であることが報告されている。ツチン中毒の症状としては、例えば、初期のうつ病、流涎、脈拍数の低下、呼吸数の増加、けいれんなどがあり、この効果は脳の延髄と大脳基底核に対する作用によるものである。

## 毒性
ツチン中毒の影響は、流涎、心拍数の減少、呼吸活動の増加、そしてその後、主に初期段階にある体の前部に限定される臨床発作が知られている。公表されている動物での急性毒性研究の結果は、投与されたツチンの純度が不明な場合があるため評価が難しい。Palmer-Jones (1947) は、ラットへの経口投与によるツチンの LD50 が 20 mg/kgである事を報告しており 、皮下 (SC) および腹腔内 (IP) 経路による投与では、LD50 が約 4 および 5 mg/kg というより高い急性毒性が示されている。血清濃度しかし、さまざまな動物種に対して検討が行われているが、平均的な人間の致死量についてはほとんど不明である。例えば、ラットへのツチンの腹腔内注射では、3、5、8 mg/kg の濃度は致死的である一方、1 mg/kg では非致死であり、すべてのラットが筋肉のけいれんや全身発作などの症状を示したとの報告が有る。ヒトのツチンへの曝露の影響に関する報告では、健康で成人した男性に約 1 mgの用量で吐き気と嘔吐を引き起こすことが示唆されている。

## 動物への影響
ツチンはニュージーランドへ入植した人々の中で、羊や牛を死に至らしめることが知られていたことから、さまざまな動物種に対するツチンの影響に関する広範な研究が 20 世紀初頭に行われた。注射後の症状はすべての動物で多かれ少なかれ同じであり、急速な呼吸、流涎、発作、そして最終的には死亡する。猫と犬の最小致死量は約 1 mg/kg であることが判明し、ラット、ウサギ、モルモットなどの小型げっ歯類では、最小致死量は少し高く、約 2.5 mg/kg であった。若い動物では、最小致死量はより低くなります。鳥はツチンを含むツツの果実を食べるため、ツチン中毒に耐性が有ると考えられており、研究の結果、鳥の最小致死量は高い（約 10.25 mg/kg）ものの、絶対的な免疫はないことが明らかになっている。自然環境下で耐性が有るように見えるのは、10.25 mg/kg の用量に達するには、鳥が物理的に食べられる量よりも多くの果実を食べる必要があるためである。一方で他の生物に比べて耐性が有るのも事実であり、これは鳥が食物を消化する方法によって説明されている。鳥類の静脈は哺乳類のように最初に肝臓を通るのではなく、素嚢（多くの鳥類の喉の一部で、食べ物が胃に入る前に蓄えられる場所）から全身循環に直接繋がっているためである。